# 莫洛基奥
莫洛基奥（義大利語：Molochio），是意大利雷焦卡拉布里亚省的一个市镇。总面积37平方公里，人口2639人，人口密度71.3人/平方公里（2009年）。ISTAT代码为080051。